# Перу на Светском првенству у атлетици на отвореном 2015.
Перу је учествовао на Светском првенству у атлетици на отвореном 2015. одржаном у Пекингу од 22. до 30. августа петнаести пут, односно учествовао је на свим првенствима до данас. Репрезентацију Перуа представљало је 6 такмичара (2 мушкарца и 4 жена) који су се такмичили у пет дисциплина (2 мушке и 3 женске).,.
На овом првенству Перу није освојио ниједну медаљу нити је остварен неки резултат.

## Учесници
| Мушкарци: - Абел Виљануева — Маратон - Pavel Chihuan — 20 км ходање | Жене: - Клара Канчаниа — Маратон - Хортензија Арзапало — Маратон - Кимберли Гарсија — 20 км ходање - Паола Маутино — Скок удаљ |  |

## Резултати

### Мушкарци
| Атлетичар      | Дисциплина   | Лични рекорд | Финале             | Финале             | Детаљи |
| Атлетичар      | Дисциплина   | Лични рекорд | Резултат           | Место              | Детаљи |
| -------------- | ------------ | ------------ | ------------------ | ------------------ | ------ |
| Абел Виљануева | Маратон      | 2:17:03      | Нису завршили трку | Нису завршили трку |        |
| Pavel Chihuan  | 20 км ходање | 1:24:22      | Нису завршили трку | Нису завршили трку |        |

### Жене
| Атлетичарка         | Дисциплина   | Лични рекорд | Квалификације      | Квалификације      | Финале                | Финале       | Детаљи |
| Атлетичарка         | Дисциплина   | Лични рекорд | Резултат           | Место              | Резултат              | Место        | Детаљи |
| ------------------- | ------------ | ------------ | ------------------ | ------------------ | --------------------- | ------------ | ------ |
| Клара Канчаниа      | Маратон      | 2:35:41      |                    |                    | 2:39:42               | 26 / 52 (67) |        |
| Хортензија Арзапало | Маратон      | 2:40:49      | Нису завршиле трку | Нису завршиле трку |                       |              |        |
| Кимберли Гарсија    | 20 км ходање | 1:29:44 НР   | Нису завршиле трку | Нису завршиле трку |                       |              |        |
| Паола Маутино       | Скок удаљ    | 6,48 НР      | 6,15               | 14. у гр. А        | Није се квалификовала | 29 / 31 (34) |        |